# ساكيتوني
ساكيتوني (Sacchettoni) هي نوع من المعكرونة الإيطالية ذات حشوة المعروفة أيضا باسم «محفظة الشحاد». تتكون من دوائر صغيرة أو مربعات من شرائح المعكرونة محشوة مثل الرافيولي ثم يتم إغلاقها من الأعلى لتصبح كحقيبة صغيرة.